# V-Rally 3
V-Rally 3 è un simulatore di guida sviluppato dalla Eden Studios e da Atari Europe, e pubblicato il 21 giugno del 2002 su PS2. Su PC è uscito nel novembre 2003. È il terzo episodio della serie V-Rally, iniziato con V-Rally uscito nel 1997 e seguito da V-Rally 2 uscito nel 1999.
Il gioco è basato su una simulazione di guida di vetture da Rally, in cui si può creare un giocatore e affrontare altri piloti (gestiti dal computer) in una Carriera da pilota, oppure alternativamente il gioco offre la modalità Quick Races, in cui si può provare delle sfide che il gioco offre oppure delle gare a tempo nei vari circuiti, scegliendo una delle macchine disponibili.
Il gioco offre ben 14 macchine ufficiali e 28 tracciati, incluse potete trovare la Mitsubishi Lancer Evolution 7, la Subaru Impreza WRX '01 e la Peugeot 206. Inoltre potrete trovare veicoli bonus che vengono sbloccate appena il giocatore raggiunge certi requisiti durante le gare (come ad esempio potete sbloccare la Mitsubishi EVO 7 vincendo la carriera 1.6 a pieno punteggio).

## Tracciati e aree
Il gioco offre vari tracciati in 6 zone differenti (Finlandia, Svezia, Inghilterra, Francia, Africa e Germania) con 4 tracciati per ogni paese, inoltre possono essere provati anche nella versione invertita, cioè iniziando dalla fine del tracciato e arrivando al punto iniziale della versione normale. Nella versione invertita le condizioni del tempo possono spesso cambiare, in tutto contando anche queste caratteristiche i tracciati in totale diventano 48.
La superficie dominante nel gioco è ghiaia, ed è la superficie principale nei settori della Finlandia, Inghilterra e Africa. Francia e Germania hanno invece asfaltato la loro superficie e la Svezia è l'unica corsa sulla neve. Nella modalità carriera ogni area del tracciato ha una di queste superfici e quindi il giocatore può provare la realtà simulata del rally su ogni tipo di superficie.

## Piloti
V-Rally 3 è composto da 74 vari piloti che il giocatore può sfidare nella modalità carriera. Iniziando la carriera, il giocatore trova in modalità random (a caso) 31 dei 74 piloti, di cui 16 nel campionato 2.0 e 15 nel campionato 1.6. Appena il giocatore passa da stagione a stagione, automaticamente il computer cambia continuamente i piloti, togliendo i "professionisti" per poi ripiazzandoli con dei nuovi "rookie" cioè con altri principianti che competiranno nel campionato 1.6
Vincendo il campionato 1.6 automaticamente è possibile sbloccare la macchina bonus Mitsubishi Lancer Evolution 7, mentre completando e vincendo il campionato 2.0 verrà sbloccata la Subaru Impreza 2000.
Nel gioco sono presenti poi ulteriori sei piloti (realmente esistiti) da aggiungere ai 74 inventati e sono: Gilles Panizzi, Philippe Bugalski, Piero Liatti, Richard Burns, Carlos Sainz e Tommi Mäkinen.

## Vetture Disponibili

### 1.600 cc
- Citroen Sport Saxo
- Fiat Punto
- Ford Puma
- Peugeot 206 1.6L
- Renault Sport Clio
- Opel Corsa
- Volkswagen Polo
- MG ZR EX258.

### 2.000 cc
- Peugeot 206 2.0L
- Subaru Impreza
- Ford Focus RS
- Mitsubishi Lancer Evolution VII
- Citroen Sport Xsara
- Hyundai Motorsport Accent
- Toyota Corolla
- Seat Sport Cordoba.

### Bonus
- Mitsubishi Lancer Evo VI
- Subaru Impreza 2000
- Seat Cordoba Repsol
- Toyota Corolla V-Rally

## Piste disponibili

### 1.600 cc
Finlandia:
- Kolu
- Balka
- Simula
- Aijala

Francia:
- Mezzavia
- Prunelli
- Carazzi
- Gradello

Inghilterra:
- Whitchurch
- Ely
- Grangetown
- Canton

Svezia:
- Skisfsen
- Nordvik
- Byggen
- Trinneborg

### 2.000 cc
Sono le stesse della categoria 1.600 cc, con l'aggiunta di altre 2 nazioni
Germania:
- Freitz
- Eiwer
- Kesten
- NiederAlben

Africa:
- Mbagathi
- Gathange
- Konza
- Mwala

Nella modalità prova a tempo si possono sbloccare tutte queste piste all'inverso se si battono tutti i tempi delle piste normali.